# 圖靈實驗 (遊戲)
《圖靈實驗》是款由Bulkhead Interactive開發，史克威爾艾尼克斯發行的第一人称视角益智游戏。遊戲於2016年8月30日在Microsoft Windows和Xbox One平台上發行，PlayStation 4於隔年2017年1月23日發售。

## 遊戲玩法
玩家將扮演主角Ava Turing前往木星衛星——木衛二的基地調查失蹤船員事件，在那裏Ava會遇到名為「T.O.M」人工智慧，T.O.M會幫助Ava調查並給予指示。
遊戲採用第一人称视角，玩家將使用名為「EMT」的能量槍，吸取會射擊能量球來開啟各個機關。遊戲出現的能量珠皆有各自的功能，藍色能量珠能夠持續供應電力，綠色能量珠可以應用在電路相反的機關上，而玩家最多只能持有三顆能量珠。

## 開發
本作的開發商Bulkhead Interactive是由Deco Digital、Bevel Studios兩家公司合併而成，在此之前，兩家公司曾一同開發過同樣為第一人称视角益智游戏的《灵魂：生命之息》。兩家公司於2015年正式合併，並宣布將在2016年推出新遊戲。
遊戲採用虚幻引擎4，設計師在半年的前期製作中建立謎題並定義遊戲的難度幅度並歷經一年的全面開發。

## 發行
遊戲作為Square Enix Collective計畫的成員，透過史克威爾艾尼克斯發行遊戲。遊戲首先在2016年8月30日登陸Microsoft Windows和Xbox One平台上，PlayStation 4版本於2017年1月23日發售。

## 評價
《圖靈實驗》獲得大多數媒體的好評

## 外部連結
- 官方网站